# Parque eólico Tres Mesas
Tres Mesas es un parque de energía eólica situado en el municipio de Llera, Tamaulipas. Está compuesto por 45 aerogeneradores que generan 148,5 MW, fue inaugurado oficialmente en mayo de 2017.
Actualmente lleva dos fases siendo las empresas GBM Infraestructura y Goldman Sachs quienes invirtieron aproximadamente 234 millones de dólares y en una tercera fase del proyecto, tendrá una capacidad de generación de 51.8 megavatios adicionales, es decir que contará con cerca de 200 MW, con una inversión estimada a 80 millones de dólares, realizada por la empresa Engie.